# Bow Valley (Nebraska)
Bow Valley es un lugar designado por el censo ubicado en el condado de Cedar en el estado estadounidense de Nebraska. En el Censo de 2010 tenía una población de 116 habitantes y una densidad poblacional de 313,2 personas por km².

## Geografía
Bow Valley se encuentra ubicado en las coordenadas 42°42′56″N 97°15′8″O / 42.71556, -97.25222. Según la Oficina del Censo de los Estados Unidos, Bow Valley tiene una superficie total de 0.37 km², de la cual 0.37 km² corresponden a tierra firme y (0%) 0 km² es agua.

## Demografía
Según el censo de 2010, había 116 personas residiendo en Bow Valley. La densidad de población era de 313,2 hab./km². De los 116 habitantes, Bow Valley estaba compuesto por el 98.28% blancos, el 0.86% eran afroamericanos, el 0.86% eran amerindios, el 0% eran asiáticos, el 0% eran isleños del Pacífico, el 0% eran de otras razas y el 0% pertenecían a dos o más razas. Del total de la población el 0% eran hispanos o latinos de cualquier raza.